# 動脈導管
動脈導管（拉丁語：Ductus arteriosus，DA）是胎體循環中使來自胎盤之充氧血繞過尚未發育完全、無功能的肺臟，直接供應體循環的岔道（shunt）。與其有相似功能的發育構造為卵圓孔（Foreman ovale），正常而言兩者都該在出生或出生後短時間內閉合。又靜脈導管（Ductus venosus）是使胎體循環之充氧血繞過肝臟之岔道，與動脈導管的功能、位置有所區別。

## 胎體循環
胎盤（充氧血）－臍靜脈－肝門脈入肝&肝靜脈出肝／或（約一半血量）經由靜脈導管－匯入下腔靜脈（與缺氧血混合）－右心房
1. 卵圓孔－左心房－左心室－主動脈
2. 右心室－肺動脈－供給胎兒肺臟／或經動脈導管進入主動脈共應全身

回胎盤之路線為：下大動脈－總跨動脈（CIA）－內跨動脈（IIA）－臍動脈

## 關閉
上述路徑血液之所以通過兩岔道（卵圓孔、動脈導管）而非成體路徑，主要是壓力方向使然。
胎兒肺臟處於液體浸潤狀態，肺泡之微血管網絡要不是未發展完全、不然就是由於低氧濃度而自行收縮（肺臟之自然生理反應，微血管前平滑肌遇低氧－例如阻塞或浸潤－反而會收縮，使血液得以分送其餘富含氧氣的區域。稱為Hypoxic pulmonary vasoconstriction）造成肺臟的循環阻力增加。淨結果即造成左心房壓小於右心房壓（卵圓孔岔道）、肺動脈壓高於主動脈壓（動脈導管岔道）。
胎兒第一次呼吸，肺泡撐開，肺臟微血管一來因脫離液體浸泡，阻力自然減小，再者前述微血管低氧收縮效應反轉，復加上由肺分泌之舒緩勝肽（bradykinin）作用在上皮一氧化氮生成酶（eNOS）進一步抑制微血管前平滑肌。這些因子均使肺泡微血管群舒張，肺臟循環阻力驟減而得到更多血液供給，接著左心血流增加，升高主動脈壓，由此高過新生兒的肺動脈壓。
在動脈導管方面首先出現暫時的血液逆流，接著降低的前列腺素（prostaglandin, PG）濃度誘使其管壁平滑肌收縮。一般在出生後4到10天內動脈導管會完全閉合，形成實心的退化器官（vestige）稱為動脈韌帶（ligamentum arteriosum），附著在肺動脈左支與主動脈弓之間，此構造將會架著喉返神經（left recurrent laryngeal nerve）使其不隨軀幹生長而上升。
孕婦在孕期（trimester）第三階段使用某些藥物，尤其是非類固醇類消炎藥（NSAIDs）可能導致動脈導管收縮甚至完全關閉，這是因為NSAID抑制了環氧合酶（COX）活性，同樣使得前列腺素濃度下降所致。
　

## 開放性動脈導管
若動脈導管未在出生後閉合，即產生所謂開放性動脈導管（patent ductus arteriosus, PDA）。此應退化而未退化之左右心岔道會導致充氧血（主動脈）與缺氧血（肺動脈）混合，造成肺循環高血壓、肺積血、低血氧飽和度、以及先天心臟病或心律不整之可能。
過高的前列腺素濃度是開放性動脈導管可能成因之一。據統計唐氏兒中有PDA情形者約佔40%，可能共同造成其發展遲緩的表現。
開放性動脈導管亦可能較晚顯示症狀，甚至症狀輕微，直到聽診出心雜音或在回聲造影顯示後才被發現。處理方式可由內科口服或注射藥物indomethacin、ibuprofen（NSAID之一種）處理，若不見改善可改用經導管動脈栓塞術（TAE）或（不適宜前者的情況下）考慮由外科手術結紮。
　